# Actinostemma
Actinostemma es un género de plantas con flores perteneciente a la familia Cucurbitaceae. Comprende 10 especies descritas y de estas, solo 4 aceptadas.

## Taxonomía
El género fue descrito por William Griffith y publicado en Trans. Linn. Soc. London 28: 516. 1873.

## Especies aceptadas
A continuación se brinda un listado de las especies del género Actinostemma aceptadas hasta enero de 2014, ordenadas alfabéticamente. Para cada una se indica el nombre binomial seguido del autor, abreviado según las convenciones y usos.
- Actinostemma lobatum (Maxim.) Maxim. ex Franch. & Sav.
- Actinostemma paniculatum Maxim. ex Cogn.
- Actinostemma parvifolium Cogn.
- Actinostemma tenerum Griff.